# Linwood (Iowa)
Pour les articles homonymes, voir Linwood.
Linwood est une communauté non constituée en municipalité, du comté d'Adair en Iowa, aux États-Unis.
Les bureaux de la poste sont inaugurés à Linwood en 1895 et fermés en 1903.